# Opostega
Opostega är ett släkte av fjärilar som beskrevs av Philipp Christoph Zeller 1839. Opostega ingår i familjen ögonlocksmalar.

## Bildgalleri

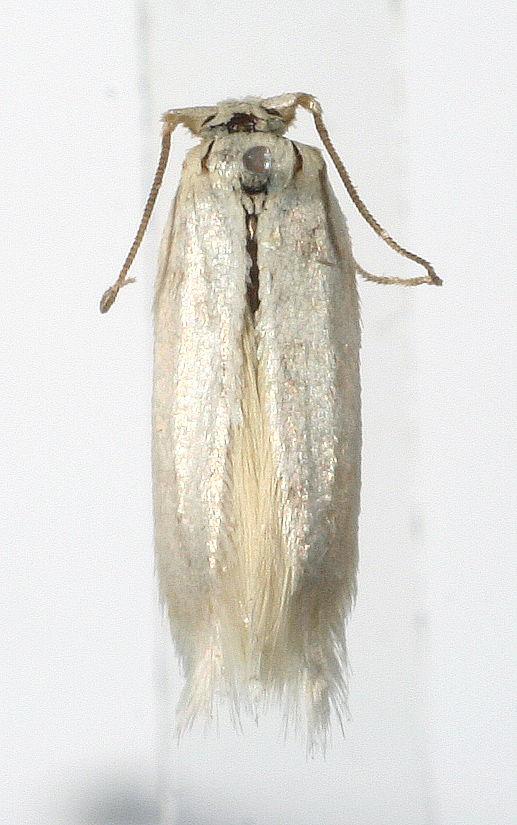

## Dottertaxa tillOpostega, i alfabetisk ordning[1][2]
- Opostega abrupta
- Opostega accessoriella
- Opostega acidata
- Opostega adusta
- Opostega albogalleriella
- Opostega amphimitra
- Opostega angulata
- Opostega argentella
- Opostega arthrota
- Opostega atypa
- Opostega auritella
- Opostega basilissa
- Opostega bellicosa
- Opostega bistrigulella
- Opostega bosquella
- Opostega brithys
- Opostega callosa
- Opostega centrospila
- Opostega chalcopepla
- Opostega chalcophylla
- Opostega chalcoplethes
- Opostega chalinias
- Opostega chordacta
- Opostega cirrhacma
- Opostega clastozona
- Opostega congruens
- Opostega costantiniella
- Opostega crepusculella
- Opostega cretatella
- Opostega cretea
- Opostega diorthota
- Opostega diplardis
- Opostega dives
- Opostega elachista
- Opostega epactaea
- Opostega epistolaris
- Opostega euryntis
- Opostega filiforma
- Opostega frigida
- Opostega gephyraea
- Opostega granifera
- Opostega heringella
- Opostega horaria
- Opostega idiocoma
- Opostega index
- Opostega ischnophaea
- Opostega kempella
- Opostega leucoprepes
- Opostega luticilia
- Opostega machaerias
- Opostega maculata
- Opostega melitardis
- Opostega menthinella
- Opostega microlepta
- Opostega monosperma
- Opostega monotypa
- Opostega myxodes
- Opostega nephelozona
- Opostega nonstrigella
- Opostega nubifera
- Opostega orestias
- Opostega orophoxantha
- Opostega paromias
- Opostega peleana
- Opostega pelocrossa
- Opostega pelorrhoa
- Opostega perdigna
- Opostega pexa
- Opostega phaeopasta
- Opostega phaeosoma
- Opostega phaeospila
- Opostega pontifex
- Opostega praefusca
- Opostega protomochla
- Opostega pumila
- Opostega quadristrigella
- Opostega radiosa
- Opostega reliquella
- Opostega sacculata
- Opostega salaciella
- Opostega saltatrix
- Opostega scioterma
- Opostega scoliozona
- Opostega serpentina
- Opostega snelleni
- Opostega spatulella
- Opostega spoilodes
- Opostega stiriella
- Opostega subviolacea
- Opostega symbolica
- Opostega tetroa
- Opostega tincta
- Opostega trinidadensis
- Opostega uvida
- Opostega velifera
- Opostega venticola
- Opostega xenodoxa
- Opostega zelopa